# 中山纪念亭 (珠海市)
中山纪念亭，位于中华人民共和国广东省珠海市香洲区前山街道梅花村。1921年，孙中山返乡，刘伴樵提议建造一座中山纪念亭，得到孙中山的认可。1922年秋，中山亭被台风所毁，1923年重建。1928年，旧凉亭迁至现在的亭址。1949年2月至3月，凉亭重修。1986年5月13日，列入珠海市文物保护单位。
中山纪念亭的历史年代为民国。